# Alexander Wilson

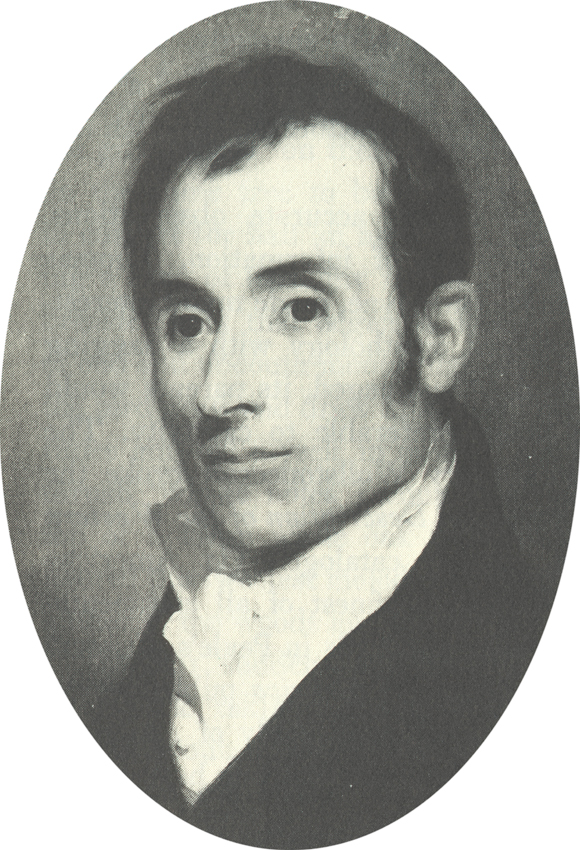
Alexander Wilson

Alexander Wilson (* 6. Juli 1766 in Paisley, Schottland; † 23. August 1813 in Philadelphia) war ein amerikanischer Ornithologe, Zeichner und Schriftsteller. Der gelernte Weber schrieb zunächst in seiner schottischen Heimat gesellschaftskritische Gedichte, in denen er das Elend der schottischen Unterschicht anklagend der Oberschicht gegenüber darstellte. Aufgrund verschiedener Probleme wanderte Wilson 1794 nach Amerika aus. Dort begann er ab 1804 mit der enzyklopädischen Darstellung der nordamerikanischen Vogelwelt in Form der Buchserie „American Ornithology“. Im August 1813 verstarb Alexander Wilson noch vor Fertigstellung der letzten beiden Bände seiner Enzyklopädie.

## Leben

### Kindheit und Jugend
Wilson wurde als fünftes von sechs Kindern eines schottischen Webers und Schnapsbrenners in Seedhills, einem Stadtteil von Paisley, geboren und erhielt den gleichen Namen wie sein Vater. Seine Mutter Mary M’Nab starb an Tuberkulose, als der Junge zehn Jahre alt war. Nachdem sein Vater schnell wieder geheiratet hatte, verließ Alexander Wilson im Alter von zwölf oder dreizehn Jahren die höhere Schule, auf die er mit dem Ziel einer Ausbildung zum Priester geschickt worden war, um zunächst als Hirte zu arbeiten und 1779 bei seinem Schwager William Duncan das Weberhandwerk zu erlernen. Nachdem er die dreijährige Lehre abgeschlossen hatte, bereiste er als Hausierer Schottland, immer wieder unterbrochen durch kurze Zeiten der Anstellung als Weber, zum Teil bei verschiedenen Verwandten. Briefe aus dieser Zeit belegen, dass Wilson der Arbeit als Weber und Hausierer nur widerwillig nachging und vor allem von der Arbeit am Webstuhl Gesundheitsschäden davontrug. Schon in seiner Jugend soll Wilson großes Interesse für die Natur gezeigt haben.

### Der gesellschaftskritische Poet
In dieser Zeit kam Wilson mit einer Stilrichtung schottischer Dichter in Kontakt, die Werke im Dialekt ihrer Heimat verfassten. Vor allem Robert Burns machte großen Eindruck auf ihn. Bald begann er selbst Gedichte zu schreiben. Einige Jugendwerke wurden in der Zeitung Glasgow Advertiser veröffentlicht. Wilsons Werke dieser frühen Schaffensphase reichen von naiver Natur- und Liebeslyrik bis zu sozialkritischen und naturalistischen Gedichten. In seinen letzten Jahren in Schottland dominierten die kritischen Werke. Es geht in ihnen um zerfallende Familien, Auseinandersetzungen zwischen Arbeitgebern und -nehmern sowie allgemein um das Leben der schottischen Unterschichten dieser Zeit. Diese Werke hatten vor allem beschreibenden und anklagenden Charakter der Oberschicht gegenüber. Sie stellten nicht die Forderung nach einer bestimmten politisch-sozialen Lösung dieser Probleme in den Vordergrund.
Mehrfach versuchte Wilson, einen Verleger für seine Werke zu finden, hatte damit jedoch erst 1789 Erfolg. Die Sammlung seiner Werke mit dem Titel Poems, Humorous, Satirical, and Serious erschien 1790. Sie umfasste 308 Seiten in Oktavform und erschien in zwei Auflagen, zunächst mit 700, dann mit 500 Exemplaren. Wilson versuchte das Buch während seiner Hausierertouren zu verkaufen. Die Nachfrage war gering, so dass er mit seinem ersten Geschichtenband vermutlich finanzielle Verluste machte. Möglicherweise deswegen zog Wilson von Paisley in das nahe gelegene Lochwinnoch um. Von dort aus reiste er mehrfach nach Edinburgh, um poetische Werke für die Zeitschrift Bee und an verschiedene literarische Gesellschaften einzureichen. Seine 1792 erschienene Ballade Watty and Meg or the Taming of a Shrew erreichte mit sieben oder acht Auflagen als einzige eine größere Verbreitung und wird noch heute als Wilsons gelungenstes poetisches Werk angesehen.
1793 geriet Wilson zunehmend in gesellschaftliche und politische Schwierigkeiten, die schließlich zu seiner Auswanderung nach Amerika führten. Seine Schilderungen des Elends der Unterschichten waren zunehmend durch die Amerikanische Unabhängigkeitsbewegung und die Französische Revolution beeinflusst worden und hatte ihn in Konflikt mit der Obrigkeit gebracht. Ihm wurde vorgeworfen, dass er unter den Webern Edinburghs Unruhe schüre. Darüber hinaus hatte er satirische Texte verfasst, die Fabrikbesitzer der Region lächerlich machten. Vor allem eine Veröffentlichung mit dem Titel The Shark, or Lang Mills detected führte zu Anzeigen und Gerichtsurteilen gegen ihn, da sich der Manufakturbesitzer William Sharp durch sie persönlich angegriffen fühlte. Wilson musste seine Schriften öffentlich auf einer Wegkreuzung in Paisley verbrennen und erhielt eine kurze Zuchthausstrafe, weil er eine Geldstrafe wegen Verleumdung nicht zahlen konnte.
Eine Rolle bei der Entscheidung für das Auswandern mag auch eine gescheiterte Liebesaffäre mit einer Frau namens Mathilda gespielt haben, der er eines seiner populäreren Gedichte widmete. Darüber hinaus ging es Wilson auch finanziell schlecht, vermutlich auch, weil das Schreiben seiner Gedichte ihm wenig Zeit für seine Arbeit als Weber und Hausierer ließ. Geldstrafen wegen seiner gesellschaftskritischen Schriften verschärften seine Lage zusätzlich, weshalb er sich mehrmals Geld leihen musste.

### Neuanfang in Amerika
In Belfast ging der Dichter gemeinsam mit seinem 16-jährigen Neffen William Duncan als Deckspassagier an Bord des Schiffes The Swift, mit dem er am 23. Mai 1794 ablegte und das er am 14. Juli in Delaware in den USA verließ. Wilson zog mit seinem Neffen den Delaware River hinauf nach Philadelphia und arbeitete in dieser Zeit als Tagelöhner, Hausierer, Drucker und Weber. Vor allem während seiner Hausiererreisen, die ihn unter anderem nach New Jersey führten, fertigte er Aufzeichnungen über die Natur an. 1796 fand Wilson eine Stelle als Lehrer an einer Schule in Milestown (Pennsylvania), rund 30 Kilometer entfernt von Philadelphia. Dort blieb er bis 1801, als er den Ort wegen einer Affäre mit einer verheirateten Frau, der er noch einige Zeit später Gedichte widmete, verlassen musste. Kurzfristig fand er in Bloomfield in New Jersey erneut Arbeit als Lehrer, bevor er auf eine gut besoldete Lehrerstelle an einer Schule in Gray’s Ferry (Pennsylvania) wechselte. Dort begann er auch wieder Gedichte zu schreiben, die seinem Frühwerk in Schottland gegenüber eine deutlich höhere Qualität zeigten. Um 1800 hatte sich Wilson für kurze Zeit mit dem Plan getragen, sich im Bundesstaat New York als Farmer niederzulassen, was er aber schnell wieder aufgab. Die Familie seines Neffen William Duncan siedelte sich dort an, hatte jedoch wenig wirtschaftlichen Erfolg.
In Gray’s Ferry begann Wilson sich auch stärker mit der Naturbeobachtung zu befassen. Anstoß dazu war die Bekanntschaft mit seinem Nachbarn William Bartram, der einen der ersten botanischen Gärten in Nordamerika betrieb. Bartram stellte Wilson seine umfangreiche Bibliothek zur Verfügung und lenkte dessen bereits in Schottland vorhandene Interesse an der Natur und vor allem an der Vogelkunde in eine wissenschaftliche Richtung. Auf Anraten Bartrams und anderer Freunde begann Wilson auch mit dem Zeichnen vor allem von Säugetieren und Bäumen. Zunächst sollte dies vor allem den Depressionen des jungen Lehrers entgegenwirken. In dieser Zeit lernte Wilson auch George Ord kennen, der später einer der wichtigsten Mitarbeiter beim Erstellen der American Ornithology werden sollte. Vermutlich kam es in dieser Zeit auch zu einer Affäre mit William Bartrams Nichte Ann, die aber von der Familie Bartram beendet wurde.

### Wendung zur Vogelkunde

Ammern und Falke aus American Ornithology

Im Zeitraum bis 1803 begann Wilson auch mit seinen weiten Wanderschaften durch die erst wenig erforschte Landschaft Nordamerikas. Bis 1808 besuchte er nach eigenen Angaben alle amerikanischen Städte westlich der Atlantikküste zwischen Sankt-Lorenz-Strom und Florida. Eine der ersten Touren führte ihn zusammen mit William Duncan und Isaac Leech, dem Sohn seiner Vermieterin, von Gray’s Ferry bis zu den Niagarafällen. Dabei konzentrierte er sich vor allem auf die Beobachtung von Vögeln sowie darauf, Vögel zu schießen und sie als Anschauungsobjekte herzurichten. Bereits in einem Brief aus diesem Jahr berichtete er von dem Vorhaben, eine illustrierte Aufstellung aller Vögel des Landes zu schaffen.
Der Stil seiner Naturbeobachtungen entsprach dabei nur teilweise einem wissenschaftlichen Ansatz. Eher kann man wohl vom Blick eines engagierten Naturfreundes sprechen, bei dem der Schwerpunkt auf der enzyklopädischen Darstellung der nordamerikanischen Vogelwelt lag und nicht etwa auf der Diskussion verschiedener naturwissenschaftlicher Thesen. Wissenschaftliche Kontroversen scheinen, sofern sie in der dünnen Forschungsinfrastruktur Nordamerikas überhaupt bekannt gewesen waren, von Wilson kaum aufgegriffen worden zu sein. Gründe für diesen Ansatz waren Wilsons fehlende wissenschaftliche Ausbildung (Nach Angaben seines Testamentsvollstreckers befand sich bei Wilsons Tod lediglich ein vogelkundliches Buch in dessen Besitz) sowie die Tatsache, dass die weitgehend unerforschte Tierwelt des Kontinents genügend Raum für einen solchen eher breit als tief angelegten Ansatz bot. Beispielsweise trugen viele Vögel noch überhaupt keine allgemein verbindlichen Namen. Die Benennung war ein Problem, das mehrfach in Wilsons Briefen auftauchte und immer wieder zu Auseinandersetzungen mit anderen Naturforschern führte. Teilweise lehnte Wilson sich an Carl von Linnés Systema Naturae an, allerdings besaß er nur grundlegende Kenntnisse dieses Taxonomie-Systems.
Obwohl die Naturforschung zu seiner neuen Hauptbetätigung wurde und die American Ornithology sein einziges wissenschaftliches Werk bleiben sollte, verfasste Wilson weiter Gedichte, die sich häufig um Beobachtungen auf seinen Reisen drehten und die Natur der „Neuen Welt“ feierten. So schlug sich die Wanderung zu den Niagarafällen in der Ballade The Foresters nieder, die 1809 erschien. Wilson verfasste auch einige wenige vogelkundliche Aufsätze in den sich gerade erst entwickelnden naturkundlichen Zeitschriften Nordamerikas. Einige dieser Texte wurden später in die American Ornithology übernommen.
In den folgenden Jahren sollten die meist einsamen Reisen die wichtigsten Quellen für Alexander Wilsons Arbeit werden. Am 9. Juni 1804 nahm er die amerikanische Staatsbürgerschaft an. 1805 war der erste Satz von 28 Vogelzeichnungen fertig, der zur Grundlage für die American Ornithology werden sollte.
Das Jahr 1806 war für Wilson von Rückschlägen geprägt. Zunächst versuchte er, den befreundeten schottischen Kupferstecher Alexander Lawson zum Anfertigen von Druckplatten nach seinen Zeichnungen zu gewinnen. Da Wilson über wenig Geld für das Projekt verfügte, nahm Lawson das Vorhaben jedoch nicht in Angriff. Im gleichen Jahr erfuhr Wilson von einer geplanten Expedition der US-Regierung, die das Land westlich des Mississippi River erkunden sollte, und bewarb sich in einem persönlichen Schreiben an Präsident Thomas Jefferson um die Teilnahme. Eine Antwort erhielt er jedoch nicht. Vermutlich ging der Brief damals verloren, denn Wilson hatte später ein sehr gutes Verhältnis zu Jefferson. Der Politiker interessierte sich ebenfalls lebhaft für Naturkunde. In Briefen tauschte er sich mit Wilson über die korrekte Benennung der von ihm beobachteten Vögel aus.

### American Ornithology
Die Wende zum Besseren kam im Spätsommer des gleichen Jahres: Wilson wurde von Samuel Bradford als Assistent in dessen Verlag in Philadelphia angestellt, wohin er sofort übersiedelte. Seine erste Betätigung war die Mitherausgeberschaft von Rees' Cyclopedia. Er arbeitete aber intensiv weiter an seinen Zeichnungen für das Vogelkunde-Projekt. Bis zum Beginn des folgenden Jahres gelang es Wilson, Bradford zur Drucklegung des Werks zu überreden.
Ab 1807 arbeitete Wilson fast ausschließlich für die geplante American Ornithology. Er reiste weite Strecken durch Pennsylvania, meist alleine. Während seiner Aufenthalte in Philadelphia fertigte er Zeichnungen an. Da Bradford das Vorhaben unterstützte, erklärte sich nun auch Alexander Lawson zur Mitarbeit bereit. Später beteiligten sich auch andere Kupferstecher. Im September 1808 erschien der erste von neun Bänden der American Ornithology in einer Startauflage von 200 Exemplaren mit 158 Seiten Umfang und 34 handkolorierten Farbtafeln. Nicht nur die Zeichnungen, auch der größte Teil des Textes stammte von Wilson. Darüber hinaus hatte er auch einige der gedruckten Zeichnungen selbst koloriert.
Die American Ornithology weist einen deutlich patriotischen Ansatz auf. Aus den Texten sowie aus verschiedenen Briefen Wilsons geht hervor, dass er sie als Gegenentwurf zu der von vielen europäischen Naturforschern vertretenen Auffassung verstand, die amerikanische Fauna sei der europäischen gegenüber „minderwertig“. Vor allem in Briefen Wilsons, in denen es um die Benennung von Vogelarten geht, fordert er, der bis zu diesem Zeitpunkt herrschenden europäischen Vorrangstellung eine amerikanische „Souveränität“ bei der Namensgebung für die eigene Tierwelt entgegenzusetzen. Der Patriotismus ging sogar so weit, dass Wilson sich bemühte, die Bücher ausschließlich aus Papier und sonstigen Rohstoffen aus den USA herstellen zu lassen.
Nachdem der erste Band erschienen war, begab sich Wilson auf Werbereisen, um Subskribenten für die Buchserie zu sammeln. Der Gesamtpreis für alle neun Bände betrug 120 Dollar – mehr als Wilsons Jahresgehalt als Lehrer gewesen war. Dementsprechend kamen nur die wohlhabendsten Bürger als Kunden in Frage. Insgesamt 250 Subskribenten sammelte Wilson auf seiner ersten Verkaufsreise, bei denen ihm sicher seine in Schottland als Hausierer gesammelten Erfahrungen zugutekamen. Darüber hinaus spielte er geschickt auf die patriotische Dimension seines Werks an. Einer der ersten Subskribenten war US-Präsident Thomas Jefferson, mit dem Wilson einige Ansichten seiner „patriotischen Naturkunde“ teilte. Insgesamt hatten Wilsons Verkaufsversuche in den agrarisch geprägten Südstaaten überproportional mehr Erfolg als im stärker bürgerlichen Norden. Die zahlreichen Briefe, die Wilson von seinen Verkaufsreisen an Freunde und Bekannte schrieb, dienen noch heute als aussagekräftige Quellen für Gesellschaft und Wirtschaft in den Anfangsjahren der USA.
1809 dehnte er den Radius seiner Werbereisen bis nach Florida aus und legte den gesamten Weg zu Fuß zurück. 1810 befuhr er mit einem kleinen Boot den Ohio River. In Louisville (Kentucky) traf er auf den einige Jahre jüngeren John James Audubon, den anderen großen amerikanischen Ornithologen dieser Zeit. Seine Reisebeschreibungen über den Weg nach Nashville nahmen teilweise den Charakter einer Lederstrumpf-Erzählung an.
Ende 1810 erschien mit einiger Verspätung der zweite Band der American Ornithology, in den folgenden zwei Jahren kamen jeweils zwei Bände heraus. Wilson lebte zu diesem Zeitpunkt meistens im Haus von William Bartram in Gray’s Ferry. Inzwischen war er in den gebildeten Kreisen der USA zu einer populären Erscheinung geworden: Im März 1812 wurde er Mitglied der Gesellschaft der Künstler der Vereinigten Staaten und ein Jahr später der philosophischen Gesellschaft von Philadelphia. 1812 oder 1813 muss Wilson sich mit Sarah Miller, der Schwester des Kongressabgeordneten aus Pennsylvania verlobt haben.

### Die letzten Jahre

Enten aus American Ornithology

Im September 1812 brach Wilson zu seiner letzten Verkaufsreise in die Staaten von Neuengland auf, wo er allerdings wenig Erfolg hatte. Wissenschaftlich hatte er sich zu diesem Zeitpunkt bereits verstärkt den Wasservögeln zugewandt, die den Schwerpunkt der letzten Ornithology-Bände bilden sollten. 1813 erschien der siebte Band. Kurz darauf brach Wilson zusammen mit George Ord zu einer Reise nach Great Egg Harbour auf, um dort Wasservögel zu beobachten. Während dieser vier Wochen dauernden Reise scheint sich Wilsons Gesundheit, die nie besonders robust gewesen war, stark verschlechtert zu haben. Etwa zu diesem Zeitpunkt kündigten nach mehreren vorausgegangenen Auseinandersetzungen sämtliche Zeichner, die für die Kolorierung von Wilsons Zeichnungen zuständig gewesen waren. Wilson übernahm die Fertigstellung des achten Bandes selbst und begann gleichzeitig sowohl am letzten Band der American Ornithology als auch an einem Projekt über Säugetiere zu arbeiten.
Damit belastete er seine Gesundheit offenbar zu sehr. Im August 1813 erkrankte er, nachdem er auf der Jagd nach einem Vogel durch einen Fluss gewatet war, an der Ruhr und starb am Ende des Monats. Obwohl er verfügt hatte, dass er „dort, wo die Vögel über mir singen“ begraben werden sollte, befindet sich sein Grab auf den Friedhof der Schwedischen Kirche in Philadelphia. Die Testamentsvollstrecker waren George Ord und Wilsons Verlobte Sarah Miller.
Der achte und neunte Band der American Ornithology erschienen bis 1814 unter der Herausgeberschaft von George Ord, der dem letzten Band eine kurze Biografie Wilsons hinzufügte. Insgesamt stellte das Werk 268 Vogelarten vor, von denen 26 zuvor noch nicht beschrieben worden waren.
Mehrere amerikanische Vogelarten wurden nach Wilson benannt, darunter Wilson’s Storm-petrel (Buntfuß-Sturmschwalbe), Wilson’s Plover (Dickschnabel-Regenpfeifer) und Wilson’s Phalarope (Wilson-Wassertreter). Charles Lucien Bonaparte, der 1831 eine vierbändige Auflage der Ornithology in Edinburgh betreute, benannte die Waldsänger-Gattung Wilsonia mit den drei Arten Kanadawaldsänger, Kapuzenwaldsänger und Mönchswaldsänger nach ihm.
Letztlich verschwand Wilsons Werk relativ schnell aus der öffentlichen Wahrnehmung, da die ab 1827 erscheinenden Birds of America von John James Audubon erheblich populärer wurden.
1935 wurde der Mondkrater Wilson nach ihm, Charles Thomson Rees Wilson und Ralph Elmer Wilson benannt.

## The Wilson Ornithological Society
1888 schlossen sich Vogelfreunde zur Wilson Ornithological Society zusammen. Heute hat sie rund 2500 Mitglieder und versteht sich als Gemeinschaft von engagierten Amateur-Vogelbeobachtern.

## Werke (Auswahl)

### Naturforschung
- American Ornithology. Neun Bände. Bradford and Inskeep, Philadelphia 1808–1814.

### Lyrik
- Poems. J. Neilson, Paisley 1790.
- Poems, Humorous, Satirical, and Serious. 2. Auflage. P. Hill, Edinburgh 1791.
- Poems Chiefly in the Scottish Dialect by Alexander Wilson with an Account of His Life and Writings. J. Neilson, Paisley 1816.
- The Poetical Works of Alexander Wilson. J. Henderson, Belfast 1844.
- The Poems and Literary Prose of Alexander Wilson. Ed. Rev. Alexander Balloch Grosart. 2 Bd. Alexander Gardner, Paisley 1876.